# كونتيسة فون
كونتيسة فون (بالإنجليزية: Countess Vaughn)‏ مواليد 8 أغسطس 1978 في إيدابيل، أوكلاهوما، الولايات المتحدة، هي ممثلة أمريكية بدأت مسيرتها الفنية عام 1988.

## وصلات خارجية
- كونتيسة فون على موقع IMDb (الإنجليزية)
- كونتيسة فون على موقع أول موفي (الإنجليزية)
- كونتيسة فون على موقع إن إن دي بي (الإنجليزية)
- كونتيسة فون على موقع قاعدة بيانات الفيلم (الإنجليزية)